# Tâmpa
Tâmpa (în maghiară Cenk, în germană Zinne, alternativ Kapellenberg) este un munte care aparține de masivul Postăvaru, localizat în sudul Carpaților Orientali (mai precis în Carpații de Curbură) și înconjurat aproape în totalitate de municipiul Brașov. Muntele este alcătuit în principal din formațiuni calcaroase formate în urma procesului de încrețire a scoarței terestre. Înălțimea maximă atinsă este de 960m (după unele surse 995m), la aproape 400m deasupra orașului. Mare parte a sa (150 ha) este instituită ca rezervație naturală de tip florisitc, faunistic și peisagistic; corespunzătoare categoriei a IV-a IUCN. Aceasta a fost înființată în anul 1980, urmând ca apoi, prin Legea Nr.5 din 6 martie 2000 (privind aprobarea Planului de amenajare a teritoriului național - Secțiunea a -III-a - zone protejate să fie declarată arie protejată de interes național. La baza desemnării acesteia se află mai multe specii de animale (urși, râși, lupi, fluturi - 35% din totalul speciilor din țara noastră, păsări) și plante rare (crucea voinicului, obsiga bârsană) protejate la nivel european. 

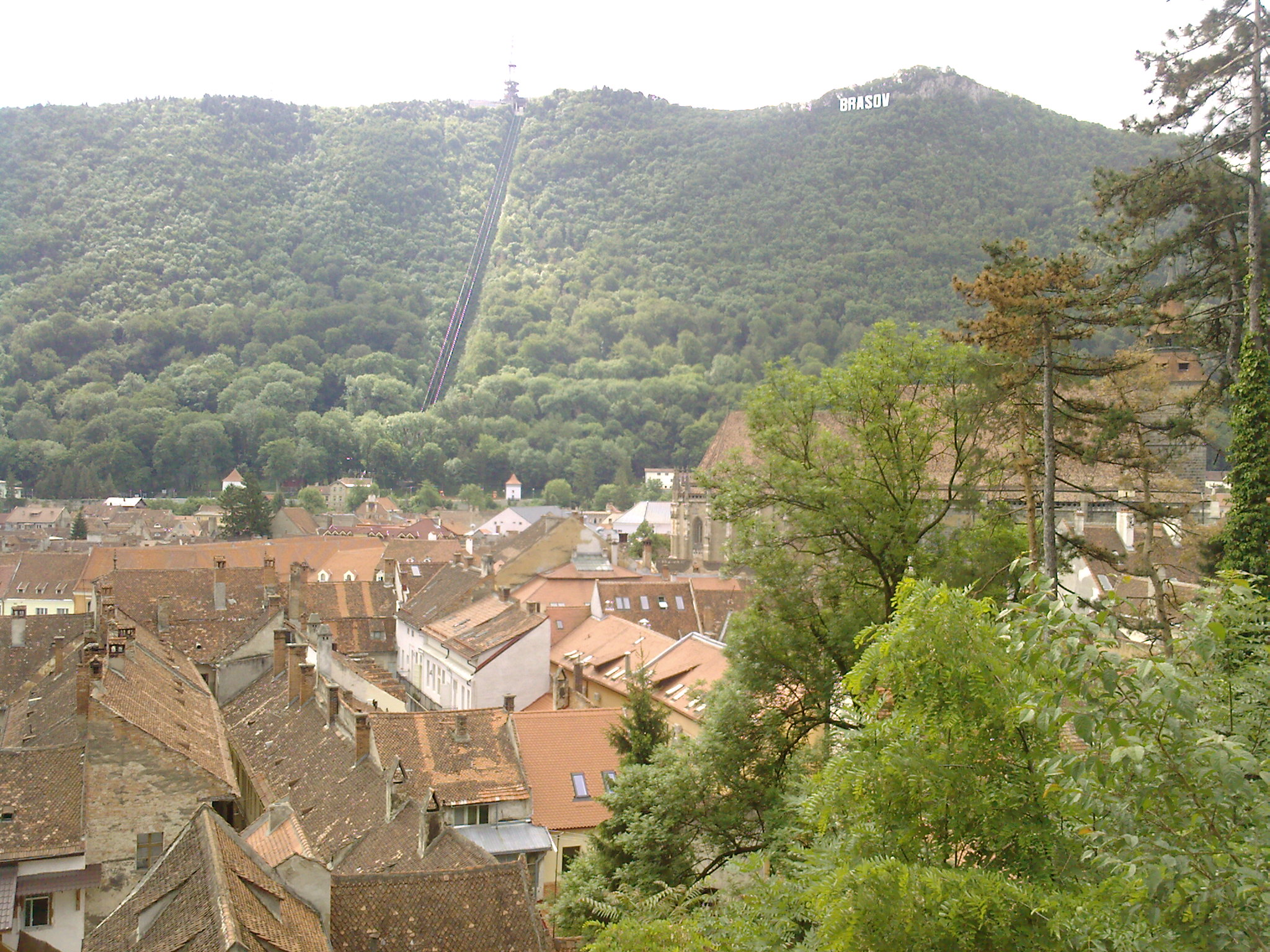
Brașov, centrul vechi (în fundal Muntele Tâmpa)

## Etimologie
Sextil Pușcariu și-a pus problema etimologiei cuvântului Tâmpa astfel: „cum se face însă că românii, care au de obicei pentru munții lor denumiri atât de plastice, ca Omul, Babele, Strunga și alte nume ce se întâlnesc în Bucegii apropiați, să fi dat în cazul acesta numele atât de nepotrivit ce amintește de cuvintele «tâmp» și «tâmpit»?”. El preia explicația lui N. Drăganu, potrivit căreia sensul original al Tâmpei e cel de „stâncă abruptă”, cum sunt cele din vârfurile muntelui (Tâmpa mare și Tâmpa mică). Cuvântul este străvechi în limba noastră, din epoca preromană, găsindu-se și în dialectele meridionale italiene și la albanezii din Calabria. Dar aceasta nu este singura teorie existentă.

## Istoric. Construcții aflate pe muntele Tâmpa

### Calamități naturale
Tâmpa a fost relativ ferită de calamități precum alunecări de teren ori cutremure. Cele mai mari pagube au fost provocate de către incendii, mai cunoscute fiind cele din 1689, 1731, 1860, 1880 și 1946.

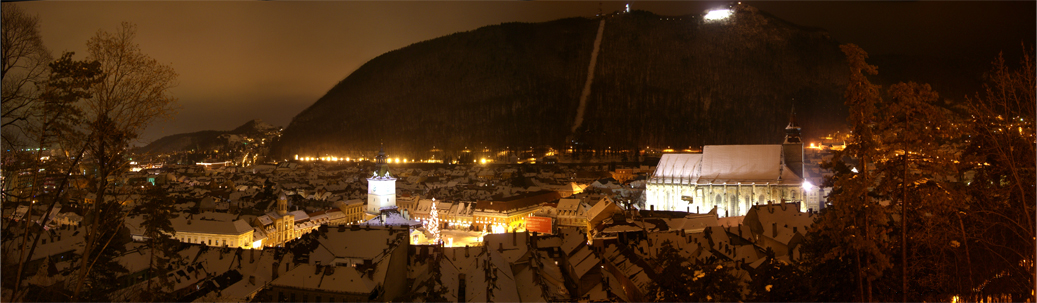
Tampa Noaptea - Panorama

### Cetatea Brașovia (sec. XII - XIII)
Unul dintre cele șapte castele care a dat numele german al Transilvaniei: Siebenbürgen. Construcția aflată între vârful și șaua Tâmpei se presupune că ar fi fost ridicată în timpul cavalerilor teutoni, între 1212 și 1218, iar dacă nu, atunci cu siguranță întărită. La 1241 abia au timp câteva familii de brașoveni să se adăpostească în ea din calea năvălirii tătarilor. În anul 1395, înaintea declanșării războiului cu turcii, Mircea cel Bătrân și-a adăpostit familia în cetate. După 24 de ani, la 1421, cetatea devine loc de refugiu pentru populația Brașovului, amenințată de sultanul Murad II. În același an, cetatea este dată ca zălog sultanului, turcii dominând de pe înălțime orașul. Fortificația devine astfel periculoasă pentru brașoveni și întreaga zonă. După ce reușesc s-o răscumpere cu ajutorul lui Iancu de Hunedoara, orășenii decid dărâmarea acesteia. Pietrele rezultate au fost folosite la întărirea cetății din vale, care tocmai se construia.

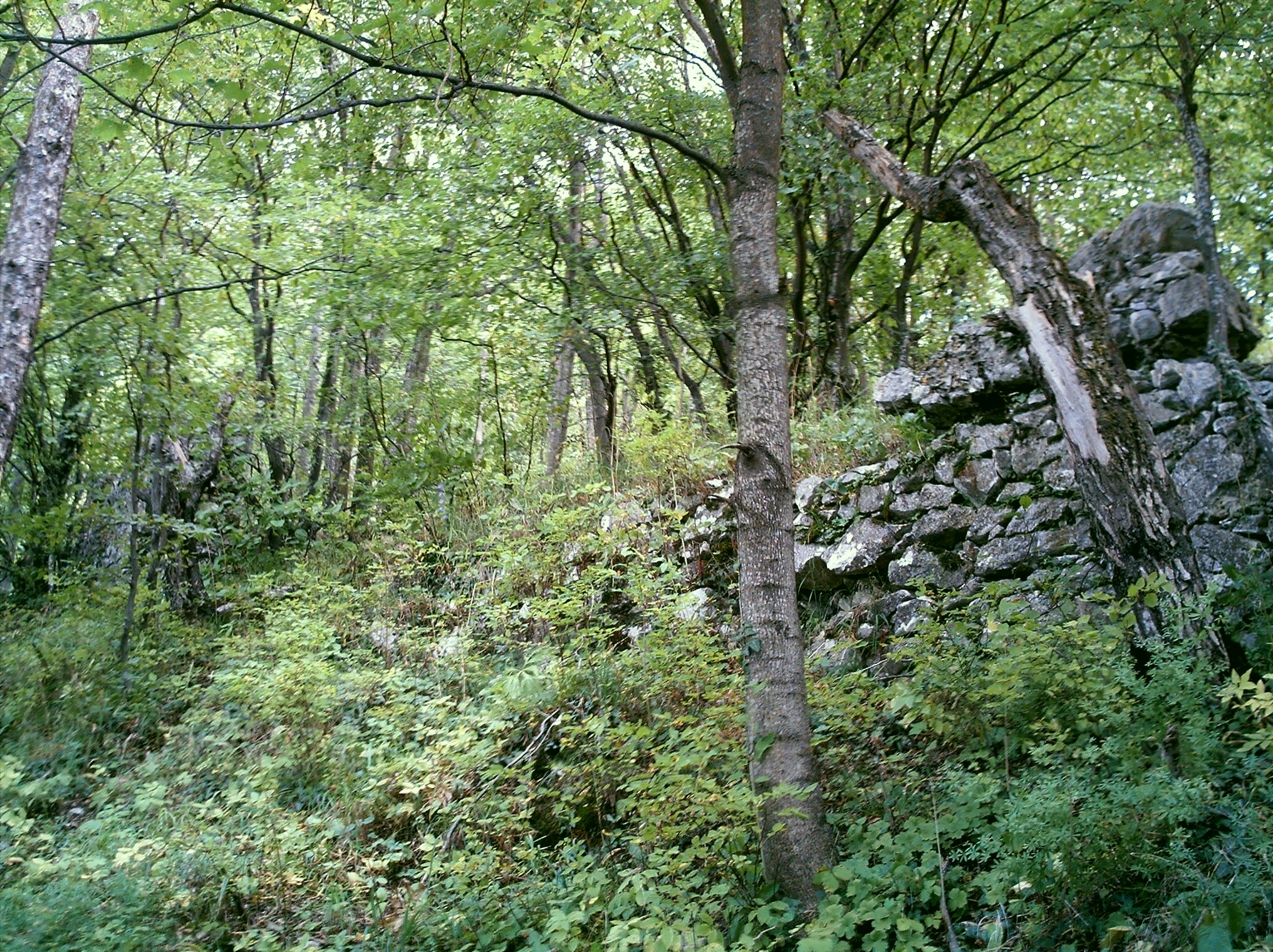
Ruinele cetății

„Cetatea se compune dintr-o incintă din piatră și un fel de mic bastion poligonal pe latura vestică, în vârful Tâmpei. De-a lungul zidurilor se aflau mici turnuri de apărare. În interiorul zidului de sud s-a descoperit urma unor mici încăperi ce au generat ipoteza că cetatea ar fi de epocă preromanică”. În cetate mai exista o fântână adâncă și o capelă. Faptul că din trei părți fortificația era înconjurată de prăpăstii, iar a patra era bine apărată, făceau din aceasta una dintre cele mai inexpugnabile (greu de cucerit) cetăți din Transilvania și Europa (de fapt, n-a fost ocupată niciodată, decât prin tratate).
Era deservită de o zonă șcheiană din vale, numită Cutun, de care era legată prin Drumul Cavalerilor. Costantin Lacea spunea prin 1910 că „și astăzi populația românească, în frunte cu costenii (locuitori de pe strada Coastei și cea a Costiței), conduși de Junii Curcani, ies a doua zi de Rusalii sus la Cetatea de pe Tâmpa, pe la Crucea din Cutun și petrec acolo. Bătrânii povestesc că în tinerețele lor se făcea joc sus, în Cetatea de pe Tâmpa”.

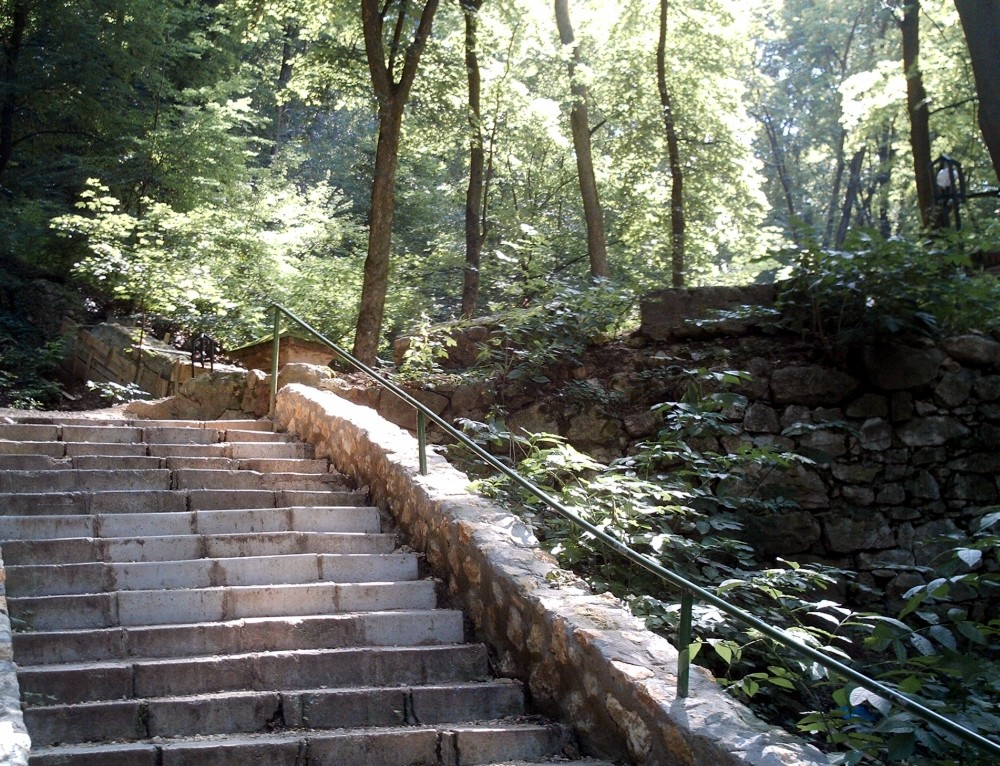
Ruinele Turnului Cizmarilor, cu o porțiune de zid

### Turnul Cuțitarilor și Turnul Cizmarilor (sec. XV)
La poalele Tâmpei s-au construit în secolul al XV-lea două turnuri de veghe, unite de cetate printr-un rând de ziduri, care se prelungeau, de asemenea, de la turnuri către culmea muntelui. Probabil lăsate în paragină începând cu epoca armelor de foc, cele două puncte de observație au fost definitiv înlăturate în secolul al XVIII-lea (două stampe din același veac prezintă, pe rând, Tâmpa cu și fără ele).
Turnul Cuțitarilor, aflat în dreptul Bastionului Țesătorilor, avea vederea deschisă înspre Șchei. Astăzi nu a mai rămas nici o urmă din acesta. Turnul Cizmarilor, situat mai sus de Bastionul Postăvarilor, domina Blumăna și Curmătura (zona dintre Tâmpa și Dealul Melcilor). În zilele noastre se mai pot observa platforma pe care se afla precum și o 
bună parte din baza zidului de legătură ce străbătea muntele.

### Crucifixul de pe Tâmpa (secolul al XVII-lea)
Pe harta întocmită de Giovanni Morando Visconti în 1699, deasupra Brașovului, pe vârful Tâmpei, se poate observa o cruce. Acest lucru este confirmat de autorul sas Thomas Tartler, care precizează: „...era o cruce mare cu un crucifix, deoarece papistașii au numit Tâmpa Dealul Crucii (Kreuzberg)”. Crucea aparținea românilor din Șchei, care ridicau (cu sau fără aprobarea autorităților din cetate) cruci și troițe în tot spațiul șcheian, uneori chiar la distanțe foarte mici de zidurile orașului. O cronică situează data construirii acesteia pe 2 august 1696, dar o atribuie „tâmplarilor”

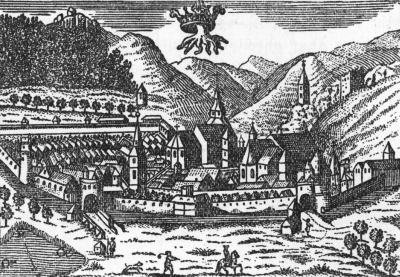
Capela (stânga sus), așa cum apare într-o gravură din 1750

împăratului Hussein.

### Capela Sf. Leonard (secolul al XVIII-lea)
„Pe la 1714 (după alte surse 1696 sau 1718), senatorul brașovean Johann Draudt, trecut la catolicism, a ridicat pe Tâmpa o capelă”, purtând hramul Sf. Leonard. După edificarea acesteia, în mai multe rânduri, hoți sau lutherani au jefuit sau pângărit lăcașul de cult. „La 10 iunie 1737, a doua zi de Rusalii, la ora 3 după-amiaza, «trăsnetul a lovit în capelă, în fața altarului, pe un croitor german papistaș și pe soția lui, care se refugiaseră acolo... A fost trăsnit și câinele lor». În timp, capela s-a ruinat.” Multă vreme după aceea, Tâmpa a purtat numele de Dealul Capelei (germană Kapellenberg).

Vina pentru distrugerile provocate a fost aruncată deseori asupra românilor din Șchei: „Bald nachdem die Capele gebaut, haben die Wallachen die Thur erbrochen u. eins u. das andere daraus geraubt, die Thur aber hinunter geworfen...”, adică românii din Șchei i-au spart ușa, pe care au aruncat-o în vale și au furat câteva obiecte din ea.

### Monumentul rusesc din 1849
În 1849, după ce armata țaristă a „pacificat” Transilvania, la inițiativa generalului-locotenent von Hassfort s-a ridicat pe Tâmpa un monument în formă de piramidă, cu inscripția «Rusia et Austria unitae MDXXXIL». „Acest monument a existat până în 1869. Distrugându-se din cauza intemperiilor (după alte surse din pricini mai omenești, vezi mai jos), la 7 aprilie, comunitatea centumvirală cere magistratului «să fie înlăturate dărâmăturile monumentului rusesc prăbușit de curând»”.

Iată ce spunea George Barițiu: „în octombrie și noiembrie 1849 trupele împăratului Rusiei ieșiră succesiv din Transilvania fără a lăsa în urma lor reminescențe neplăcute. Anume generalul Hasford, pre cât stete în Brașov, mijloci ridicarea unui monument deasupra cetății, pe muntele Tâmpa, pe locul unde se văd ruinele unei capele vechi. Pe monument era pusă inscripțiunea: Russia et Austria unitae. Pe la 1861 mâini dușmane au ruinat acel monument.”

### Statuia lui Arpad (1896)

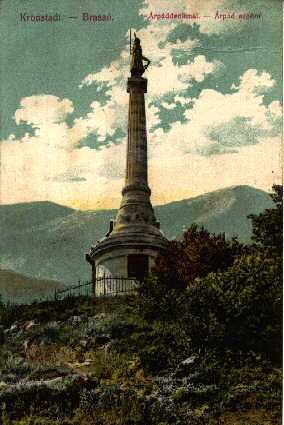
Statuia lui Arpad - sec XIX

Cu ocazia împlinirii a 1.000 de ani de la venirea triburilor maghiare în Pannonia, s-au ridicat statui impresionante în șapte orașe ale vechii Ungarii, spre comemorarea evenimentului. Astfel, „în anul 1896, pe Tâmpa s-a ridicat o coloană având așezat pe capitel un personaj înfățișând un arcaș din timpul dinastiei arpadiene. Pentru majoritatea cetățenilor Brașovului, această statuie de 20 m a rămas ca fiind statuia lui Arpad, ducele care a condus triburile maghiare în Pannonia”. Piatra a fost adusă, cu ajutorul unor funiculare, din Valea Cetății, iar, pentru a preveni efectul intemperiilor, statuia a fost dotată cu un paratrăsnet. Costul final pentru înălțare s-a ridicat la 22.585 florini. Documentele spun că un anume Ilie Cătărău împreună cu Timotei Kirilov pusese dinamită la baza soclului în septembrie 1913, reușind să-l deterioreze. În decembrie 1913, statuia s-a prăbușit în timpul unei furtuni. Ruinele rezultate au rămas pe munte până în 1966, când au fost îndepărtate de autorități. Astăzi, capul statuii se află în Casa Parohiei Evanghelice din Brașov, iar pe Tâmpa mai există doar fundația soclului.

### Restaurantul din Grota Bethlen (1890)

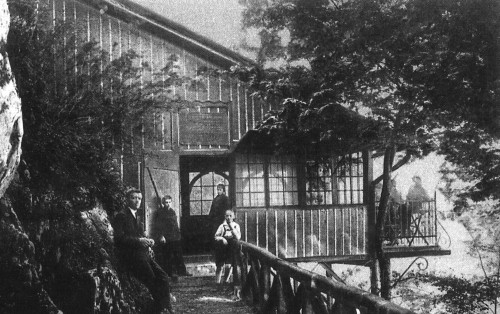
Restaurantul Bethlen după extindere

Restaurantul Bethlen inițial

În peștera din stânca Tâmpei a fost amenajat pe la 1890 un restaurant cu berărie, ce ulterior avea să primească denumirea de Bethlen, după András Bethlen, ministru agriculturii maghiar care vizitase Brașovul în 1891. Zi de zi, arendașul care stăpânea popasul pentru turiști urca cele 25 de serpentine ale Tâmpei, alături de măgărușul său cu sticlele în spinare. Seara, mulți rămâneau sus să admire orașul luminat noaptea. Extins printr-o terasă deasupra abruptului în 1905, după 1948 s-a numit „Cabana-restaurant «Tâmpa»”. Pe 23 martie 1977, în urma unui tragic accident din vina personalului, cabana a ars în întregime. 
Astăzi se mai păstrează doar terasa ce oferă o superbă panoramă asupra orașului și urme ale „căzilor” de piatră pentru răcit sticle în mica peșteră. În anul 2001 Consiliul Județean Brașov a ridicat înăuntru o cruce de marmură, iar în 2006 a remontat literele ce compun numele municipiului (după ce anterioarele, din 2004, fuseseră smulse de vânt) în dreapta terasei, asigurându-le iluminatul artistic pe timp de noapte.

### Casa de Tir (Schützenhaus; 1865)

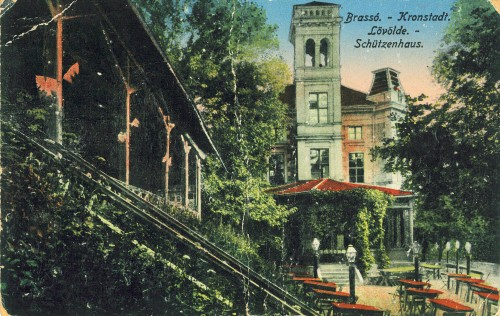
Casa de Tir - începutul secolului al XX-lea

Construită în 1865, Casa de tir (Schützenhaus, în germană) a reprezentat multă vreme o atracție pentru bărbații brașoveni. Pe lângă funcțiunea sugerată de nume, Casa de tir mai avea și o pistă de popice, precum și un restaurant bun, ținut de același Geist care avea și localul de pe Tâmpa, din grotă. În ultima perioadă, petrecerile rămăseseră singurele activități ce aveau loc în acest local pavoazat cu trofee de vânătoare și manechine de cavaleri cu platoșe de oțel. Clădirea a suferit un puternic incendiu în 1916 și a rămas în paragină multă vreme. Astăzi, pe locul ei se află Liceul Silvic «dr. Nicolae Rucăreanu» din Brașov. În prezent, aceste terenuri sunt revendicate de către Biserica Evanghelică din oraș.

### Apeductul orașului (1892)

Apeductul Brașovului

Potrivit inscripției aflate pe construcție, „Apaductul Municipiului Brașov a fost executat în anii 1891 - 1892 după planurile și sub conducerea Inginerului-Șef al orașului, Christian Kertsch”, cel care va construi și vila cu același nume din centrul Brașovului (astăzi dărâmată; pe locul ei se află clădirea «Modarom» și Hotelul «Capitol»). Apa era adusă, prin țevi de oțel și țiglă, tocmai de la mare depărtare, de după muntele Tâmpa. Datorită situației deplorabile în care se aflau țevile, precum și costurilor ridicate de înlocuire a rețelei, municipalitatea a fost obligată să alimenteze apeductul cu apă din oraș. Totuși, mulți oameni continuă în zilele noastre să creadă că iau "apă de izvor" de la apeduct și vin să își procure cantități însemnate... Astăzi, mergând pe lângă munte înspre Râpa dracului, se mai pot observa conductele de țiglă sfărâmate, precum și o placă memorială ridicată altui inginer al orașului, P. Bartusch.

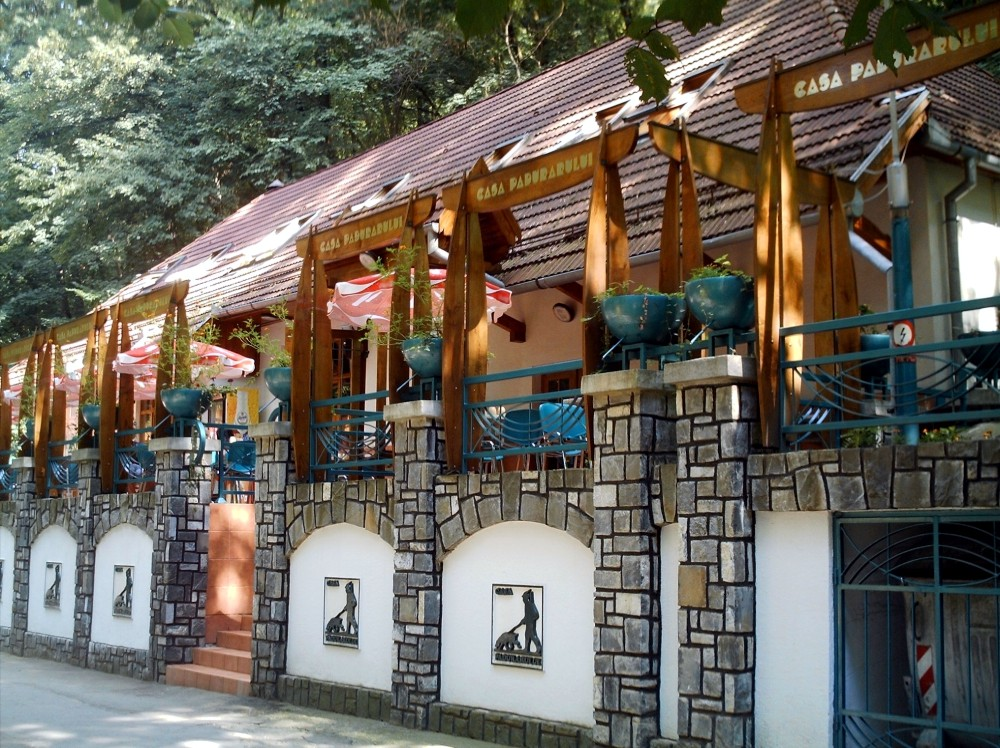
Cabana-restaurant

### Cabana-restaurant Casa Pădurarului (secolul al XX-lea)
Renovat de curând, după ce a suferit un incendiu, «Casa Pădurarului» este un restaurant rustic așezat la poalele Tâmpei, aproximativ la jumătatea aleii pietonale de acolo. Construit la începutul secolul al XX-lea, servea ca popas brașovenilor care se plimbau pe Promenada de sub Tâmpa. De lângă această locație pornește telecabina care, în mai puțin de trei minute, face legătura cu restaurantul Panoramic, aflat pe culmea muntelui.

### Tunelurile de comunicații și adăpostire a populației (sec. XX)
După al doilea război mondial, a fost pusă în circulație o legendă care spune că în timpul primului război mondial ar fi existat un tunel care lega Casa Sfatului cu o peșteră aflată pe Șaua Tâmpei. Povestea spune că, în acest tunel, au fost ținuți prizonieri germani, cu cele două intrări blocate. Confirmarea primei părți ar duce și la adeverirea teoriei lacului subteran (secat, însă), căci altfel, la posibilitățile vremii, era imposibil să se găurească un tunel pe verticală, măsurând 350m, atâta cât ar fi diferența de nivel între cele două ieșiri.
Ce se știe cu siguranță astăzi este că Tâmpa are în ea 3 sau 4 tunele dintre care numai unul circulabil în totalitate, în zilele noastre. Acesta din urmă leagă Casa Sfatului de un turn al fostei cetăți aflat la poalele Tâmpei (probabil Turnul Cuțitarilor sau Bastionul Postăvarilor). Toate acestea sunt închise astăzi cu grilaj, datorită pericolului de surpare pe care îl prezintă. Un veteran de război povestea că bombardamentele din 1943 - 1944 au blocat ieșirea unui tunel de adăpostire, îngropând de vii pe toți cei care se refugiaseră acolo.

### Releul de televiziune și Restaurantul «Panoramic» (anii '70)

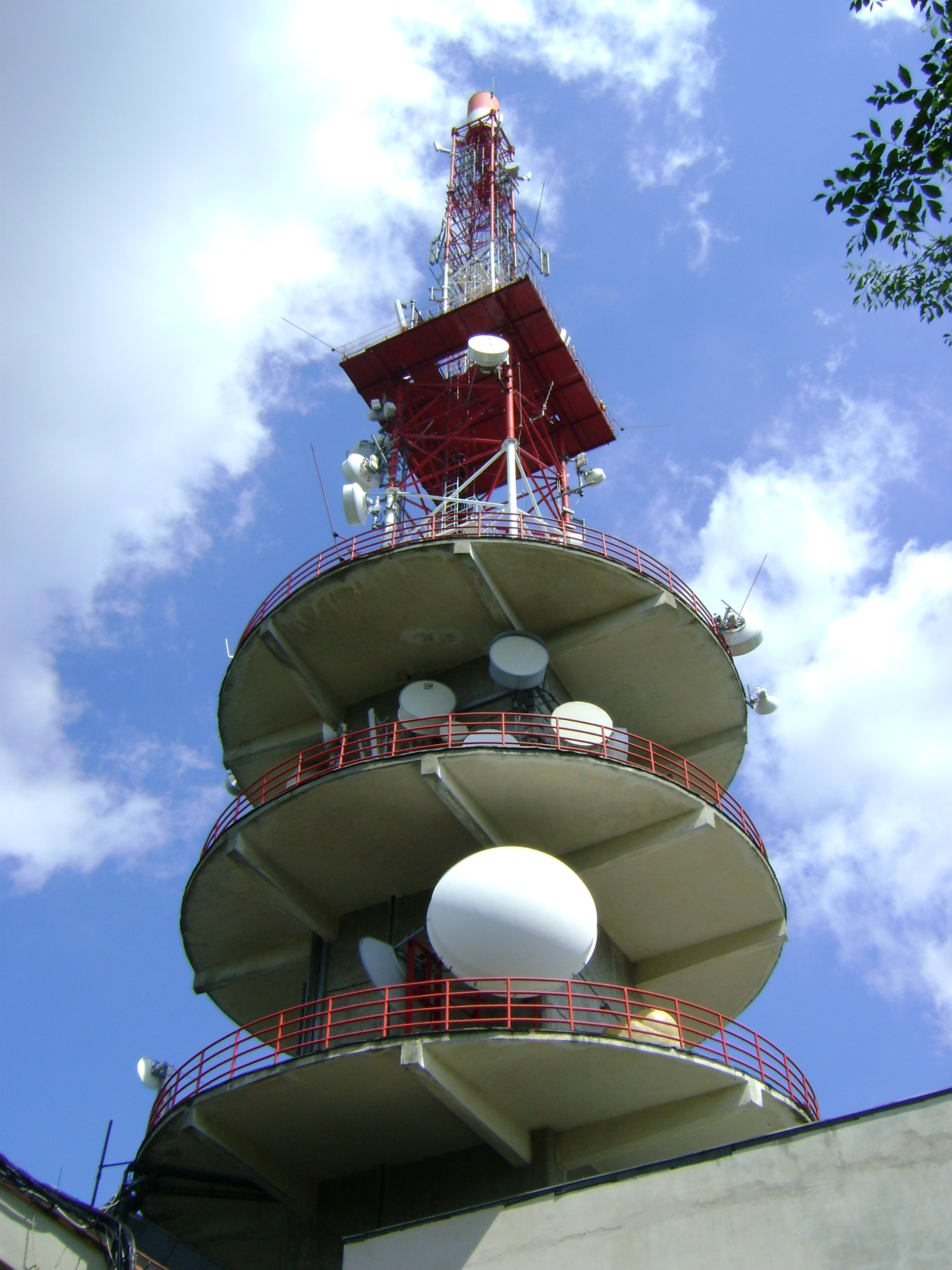
Releul de televiziune de la Tâmpa, amplasat pe clădirea cu Restaurant Panoramic, la capătul de sus al telecabinei Brașov-Tâmpa

La începutul anilor '70, pe coama Tâmpei a fost construit un releu de televiziune împreună cu un restaurant. Astăzi, releul preia semnalul stației de pe Postăvaru și îl retransmite brașovenilor (inițial cu o putere de 10 kW, pe lămpi, astăzi doar cu 2 kW), iar Restaurantul «Panoramic», aflându-se într-o poziție privilegiată, oferă, din sala de mese, o panoramă superbă a orașului. Restaurantul aparține societății Aro-Palace. Sub releu se află și stația de sus a telecabinei. Înainte de 1989, la ieșirea din stația telecabinei, turiștii erau întâmpinați de un uriaș urs brun împăiat, stând amenințător în două labe.
În același timp cu edificarea complexului, la mică distanță, s-a înălțat și un catarg pentru drapelul României. În 2004, Consiliul Județean Brașov a asigurat acestuia iluminatul festiv și a instalat aici un reflector puternic, de tip laser, care luminează cerul o bună parte din fiecare seară.

## Poveștile Tâmpei

### Urme dacice
Conform unui articol, strămoșii noștri daci, având credințe uranianiene (zeii lor își aveau sălaș în cer), au ridicat pe Tâmpa altare pentru sacrificii. La venirea romanilor, după ocuparea Daciei de către Traian, atunci când au găsit altarele de pe Tâmpa, în spiritul lui Saturn (zeul timpului) ar fi numit înălțimea „Tempus - Temporis”, perpetuând astfel tradiția. Cu timpul denumirea s-a transformat în „Tempea - Tâmpa”. Cavalerii teutoni, când s-au așezat aici, ar fi tradus în limba germană numele vechi al cetății, precum au făcut și romanii. Astfel, „cetatea timpului” sau „cetatea lui Kronos” devine „Kronstadt”.  Această teorie cu „cetatea timpului” este foarte improbabilă fiindcă cavalerii teutoni erau colonizați de regii maghiari în sec. XII, pe teritorii regale, adică cele aparținând regelui, sau a „coroanei regale”. Acesta se reflectă și în stema orașului, care se compune din coroana regală din care rasar rădăcini de stejar. Coroana în germana este Krone, timpul este Zeit, deci Kronstadt înseamnă orașul coroanei (regale).

### Tunelul și lacul de sub Tâmpa
La începutul anilor '40, s-a pus problema săpării unui tunel pe sub Tâmpa, care să facă legătura între orașul vechi și cartierul Valea Cetății. Din cauza izbucnirii războiului, proiectul a fost abandonat, după primele încercări de sfredelire. În vremea comunismului, când în Răcădău au avut loc ample lucrări de construcție (peste 10.000 apartamente), problema tunelului a ieșit din nou pe tapet: „apare ca imperios necesară străpungerea muntelui Tâmpa cu un tunel”. În viziunea planului din 1979, străpungerea s-ar fi realizat în partea estică, paralel cu străzile C-tin Dobrogeanu Gherea și Tâmpei. Câteva date de reper: lungimea: 842m; lățimea: 9,8m; înălțimea: 7,65m. Cantitatea rocii excavate: 100.000 m³. Cost total (în 1984): 163 milioane de lei. Potrivit specialiștilor Consiliului Județean Brașov, în 2003 suma a fost estimată la aproape 11 milioane de euro.
De-a lungul vremii s-a vorbit despre existența, în interiorul muntelui, a sute de mii, sau chiar a milioane de hectolitri de apă, adunate într-un lac (unii susțin că sărat, iar alții - dulce). Spargerea muntelui pentru realizarea tunelului ar duce la inundarea orașului. Totuși, specialiștii nu confirmă existența acestui ochi de apă.

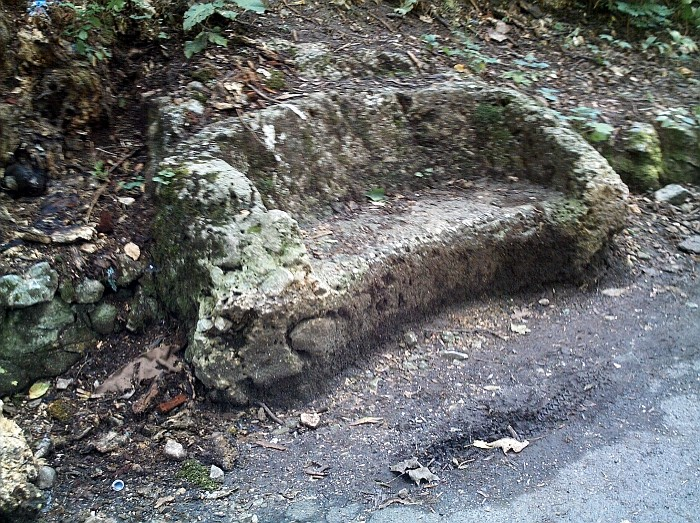
Banca de piatră de sub Tâmpa

### Banca săpată în stâncă
Pe aleea de sub Tâmpa, printre băncile de lemn, se găsește și o bancă mică, săpată în piatră. Se spune că această stâncă s-a prăvălit din înălțime, îngropând sub ea doi amanți care stăteau îmbrățișați în acel loc. Acest lucru este atestat documentar, în 1817, precum și numele Anei Maria care a fost omorâtă de pietroi.

### Orașul Stalin
În 19 august 1946 pădurea de pe Tâmpa a suferit un grav incendiu. Câțiva ani mai târziu, după ce Brașovul a fost redenumit Orașul Stalin, s-a demarat o acțiune de plantare a copacilor pe versantul dinspre oraș astfel încât, cu brazi, să fie scris distinct „STALIN”. Treptat, scrisul s-a „șters”, prin amestecul natural al speciilor, dar chiar și în zilele noastre, iarna, se mai poate distinge vag „ALIN”, venind dinspre șesul Țării Bârsei.

## Biodiversitate
Rezervația naturală este inclusă în situl de importanță comunitară - Muntele Tâmpa, la baza desemnării căruia se află specii de faună și floră protejate prin Directiva Consiliului European (anexa I-a) 92/43/CE din 21 mai 1992 (privind conservarea habitatelor naturale și a speciilor de faună și floră sălbatică), sau aflate pe lista roșie a IUCN; dintre care: ursul brun (Ursus arctos), ivorașul-cu-burta-galbenă (Bombina variegata), croitorul alpin (Rosalia alpina), papucul doamnei (Cypripedium calceolus), mătăciune (Dracocephalum austriacum) și stânjenelul sălbatic (Iris aphylla ssp. hungarica).
Muntele Tâmpa prezintă o arie naturală cu o diversitate floristică și faunistică ridicată, exprimată atât la nivel de specii cât și la nivel de ecosisteme terestre. Acesta conservă cinci tipuri de habitate naturale de interes comunitar; astfel: Păduri medio-europene de fag din Cephalanthero-Fagion; Păduri dacice de fag (Symphyto-Fagion); Păduri de fag de tip Luzulo-Fagetum; Păduri din Tilio-Acerion pe versani abrupți, grohotișuri și ravene; și ultimul de tip Tufărișuri subcontinentale peri-panonice. 
În 1595, pe Tâmpa au fost plantați fagi și brazi, lucru care s-a repetat după fiecare incendiu serios iscat pe acest munte.
Toate studiile botanice efectuate în zona, au reflectat bogăția și varietatea de specii și familii, susținând necesitatea protejării și ocrotirii acestei zone. Printre elementele arboricole semnalate în arealul rezervației se află specii de: molid (Picea abies), larice (Larix decidua), pin (Pinus l.), stejar (Quercus robur), fag (Fagus sylvatica), carpen (Carpinus betulus), frasin (Fraxinus excelsior), tei pucios (Tilia cordata), ulm de munte (Ulmus montana), alun (Corylus avellana), migdal pitic (Amygdalus nana), sânger (Cornus sanguinea), corn (Cornus mas), soc (Sambucus L.) sau cununiță (Spiraea chamaedryfolia).

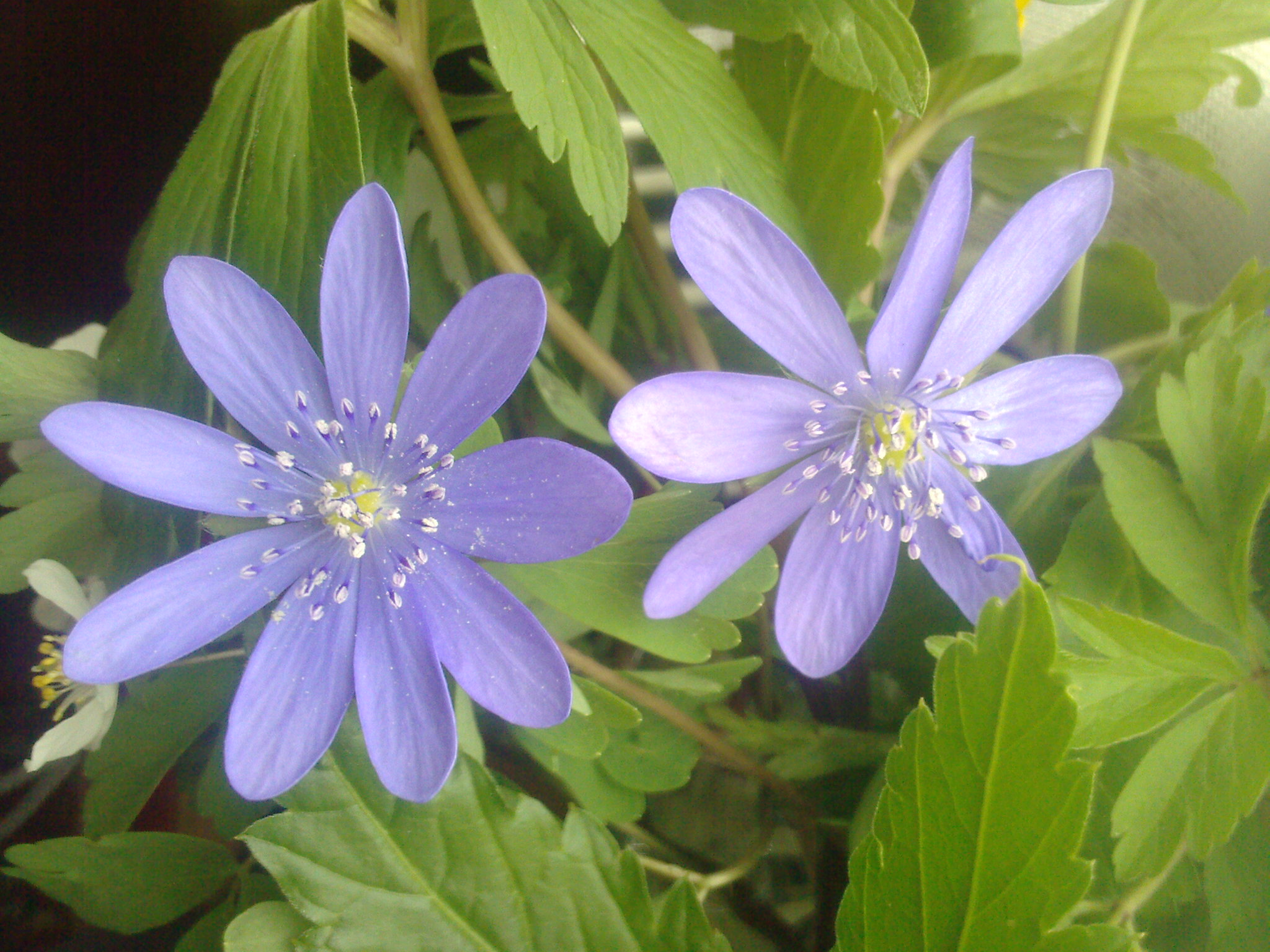
Crucea voinicului (H. transsilvanica)

La nivelul ierburilor vegetează rarități floristice cu specii de:  colilie (Stipa pulcherrima), ciuboțica cucului de munte (Primula elatior), coada-iepurelui (Sesleria rigida), crucea voinicului (Hepatica transsilvanica - plantă endemică), floarea-paștelui (Anemone nemorosa), lalea pestriță (Fritillaria meleagris), nemțișor de stâncă (Consolida regalis), obsigă (Bromus barcensis), omag galben (Aconitum anthora), stupiniță (Platanthera bifolia), zambilă sălbatică (Hyacinthella leucophaea), piperul-lupului (Asarum europaeum), flămânzică (Draba nemerosa), clopoțel de munte (Campanula carpatica), vinariță (Asperula odorata), steliță vânătă (Aster amellus), gălbinele (Lysimachia punctata), sânziene albe (Galium mollugo), dumbăț (Teucrium chamaedrys), sugărel (Teucrium montanum), strașnic (Asplenium thricomanes).
Specii faunistice: porc mistreț (Sus scrofa), lup cenușiu (Canis lupus), căprioară (Capreolus capreolus), râs eurasiatic (Lynx lynx), vulpe roșie (Vulpes vulpes), veveriță (Sciurus carolinensis), corb (Corvus corax), acvilă-țipătoare-mică (Aquila pomarina), pupăză (Upupa epops), cuc (Cuculus canorus), mierlă (Turdus merula), codobatură (Motacilla alba), fluierar-de-zăvoi (Tringa ochropus), huhurez-mare (Strix uralensis), pitulice (Sylvia nisoria), fluturi, dar și „17 specii rare sau foarte rare de viespi“.

## Acces
Pe Tâmpa se poate ajunge pe mai multe căi: există cele 25 de serpentine, tăiate în 1837 de către Ocolul silvic al Brașovului, treptele lui Gabony, drumul Cavalerilor, vechi din vremea cetății Brașovia sau drumul pentru mașină de „la iepure”. Cei neobișnuiți cu drumețiile lungi pot lua telecabina, care face legătura între Cabana-restaurant Casa Pădurarului de la poale și Restaurantul Panoramic, aflat pe coama muntelui, în mai puțin de trei minute. Priveliștea din vârful Tâmpei, de pe terasa de piatră construită în 1873 ori de pe cea a fostului restaurant Béthlen, oferă o splendidă panoramă asupra orașului, iar în zilele senine se poate observa întreaga țară a Bârsei.

## Galerie de imagini

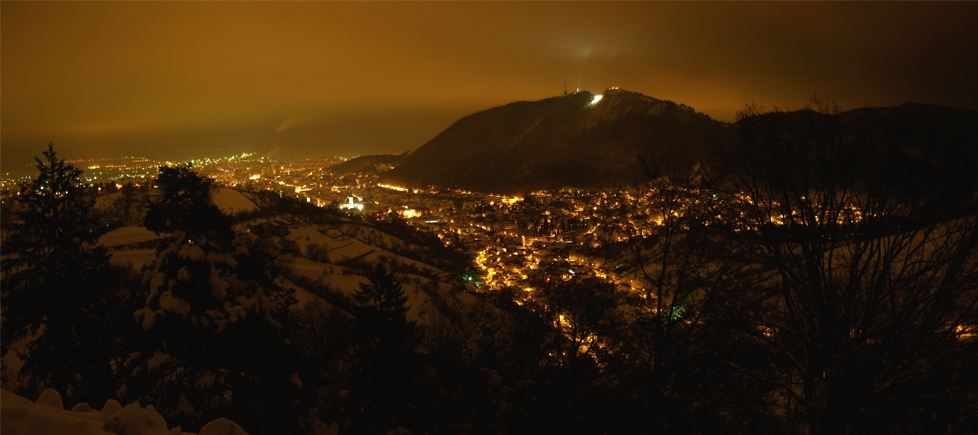
Tampa Noaptea - Panorama 2
Braşovul, văzut din vârful Tâmpei
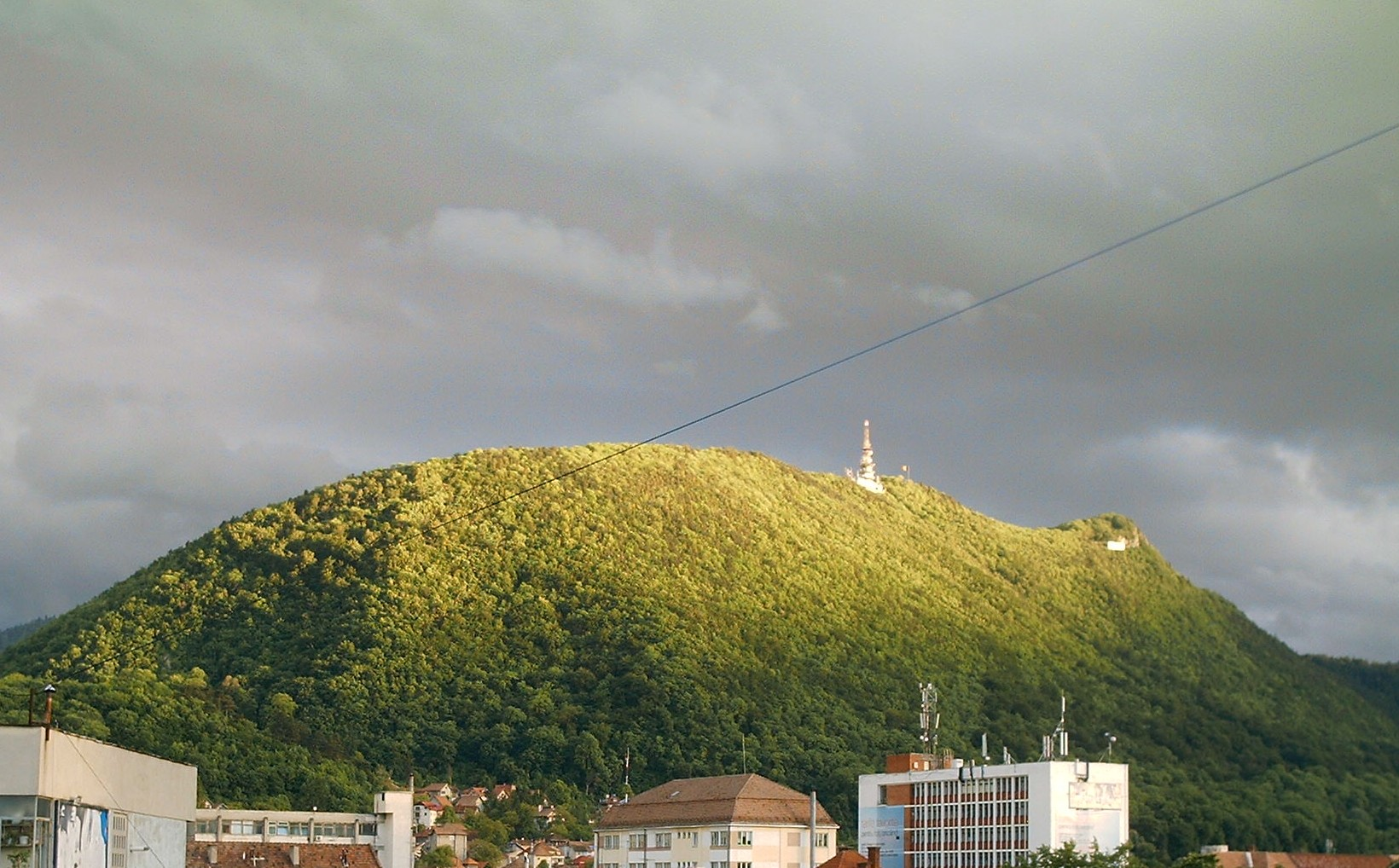
Tâmpa, scăldată în lumină vara...
...pe ploaie...
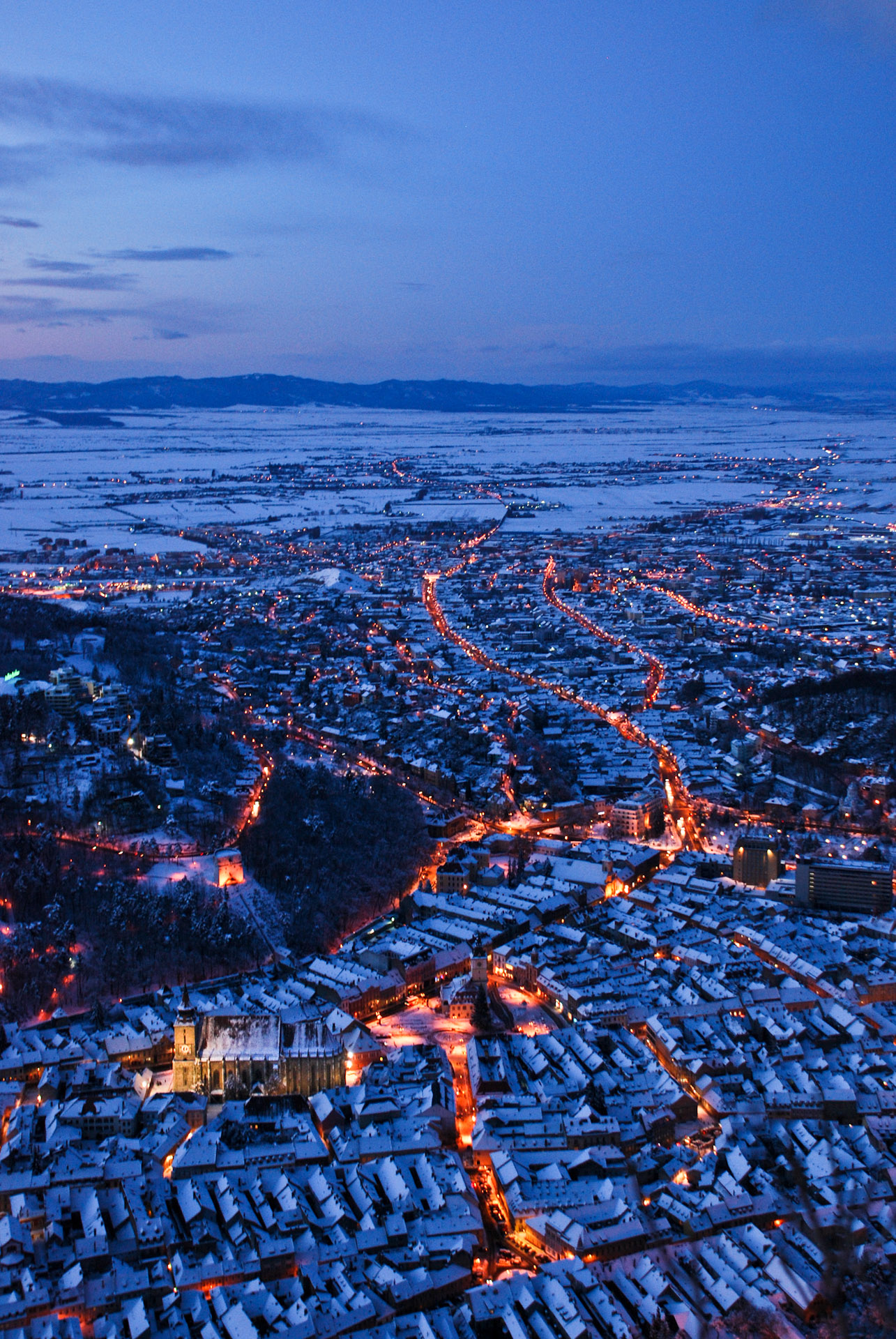
Vedere de pe Tâmpa
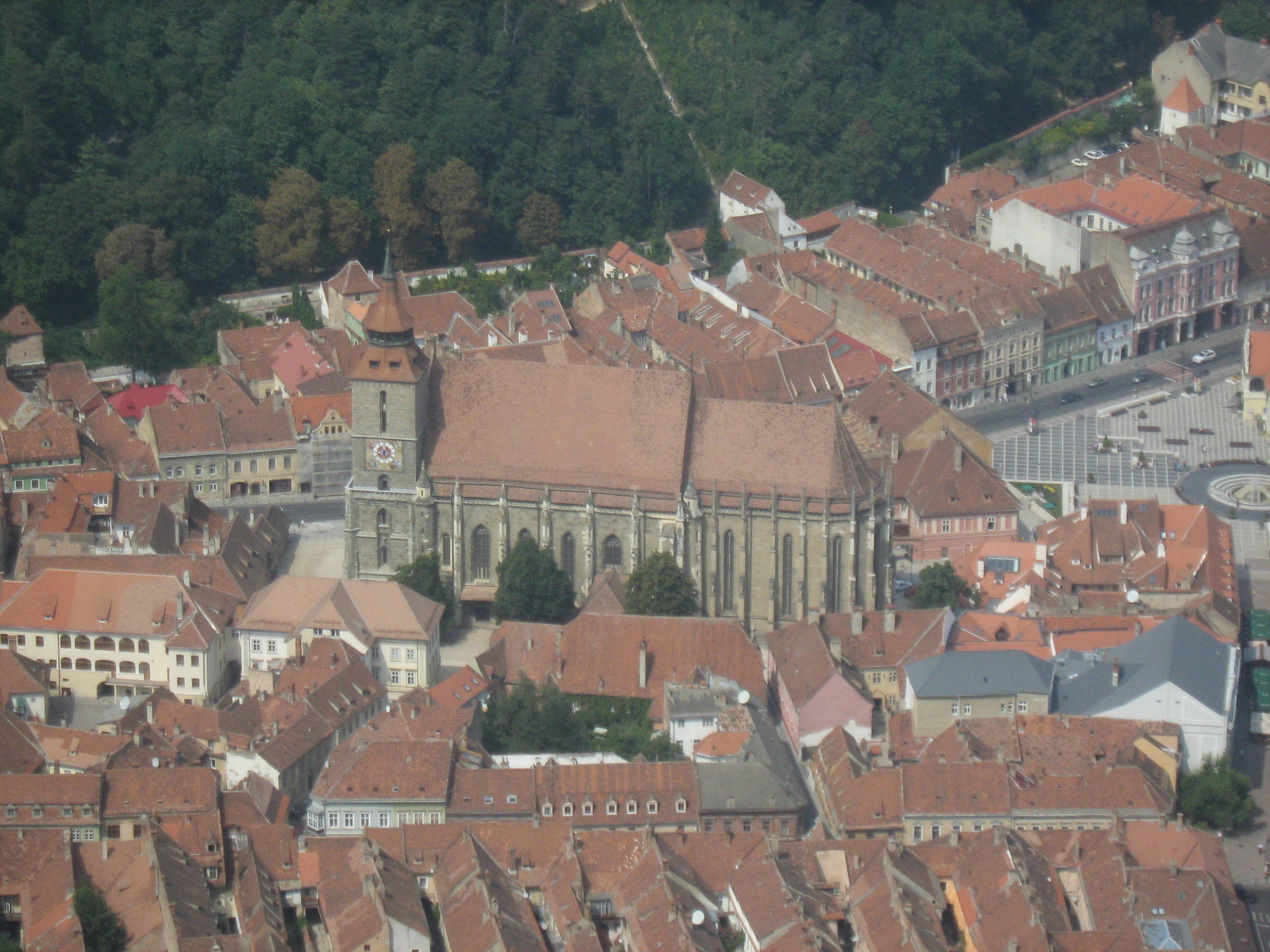
Biserica Neagră, vedere de pe Tâmpa
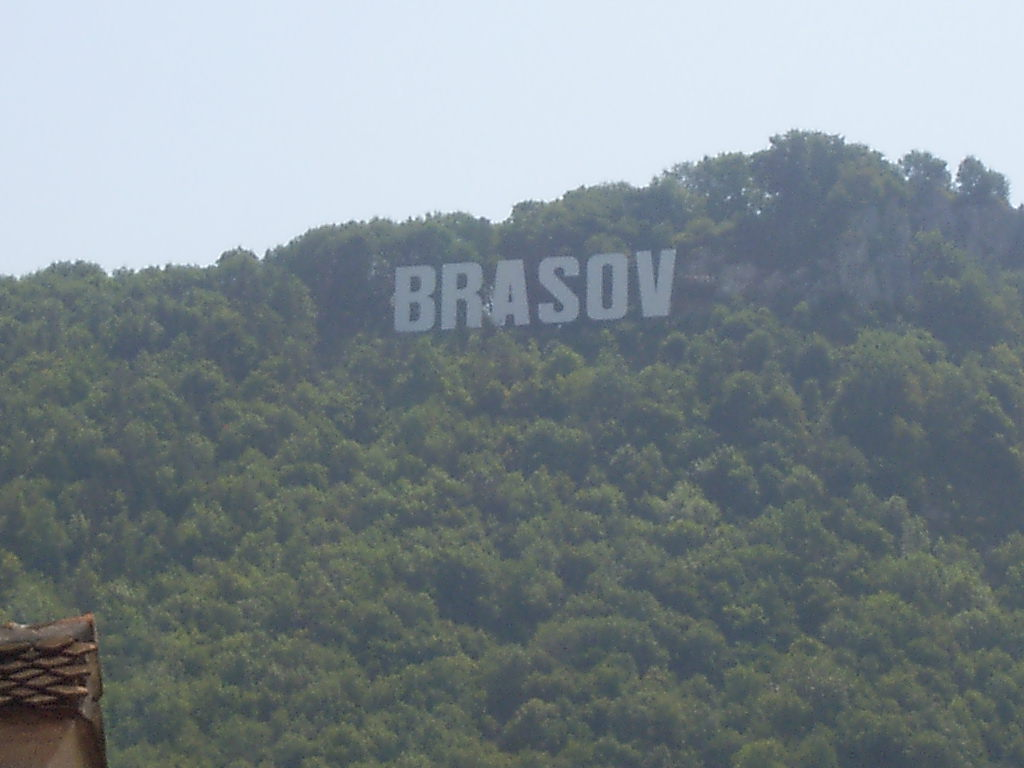
Literele ce formează numele oraşului
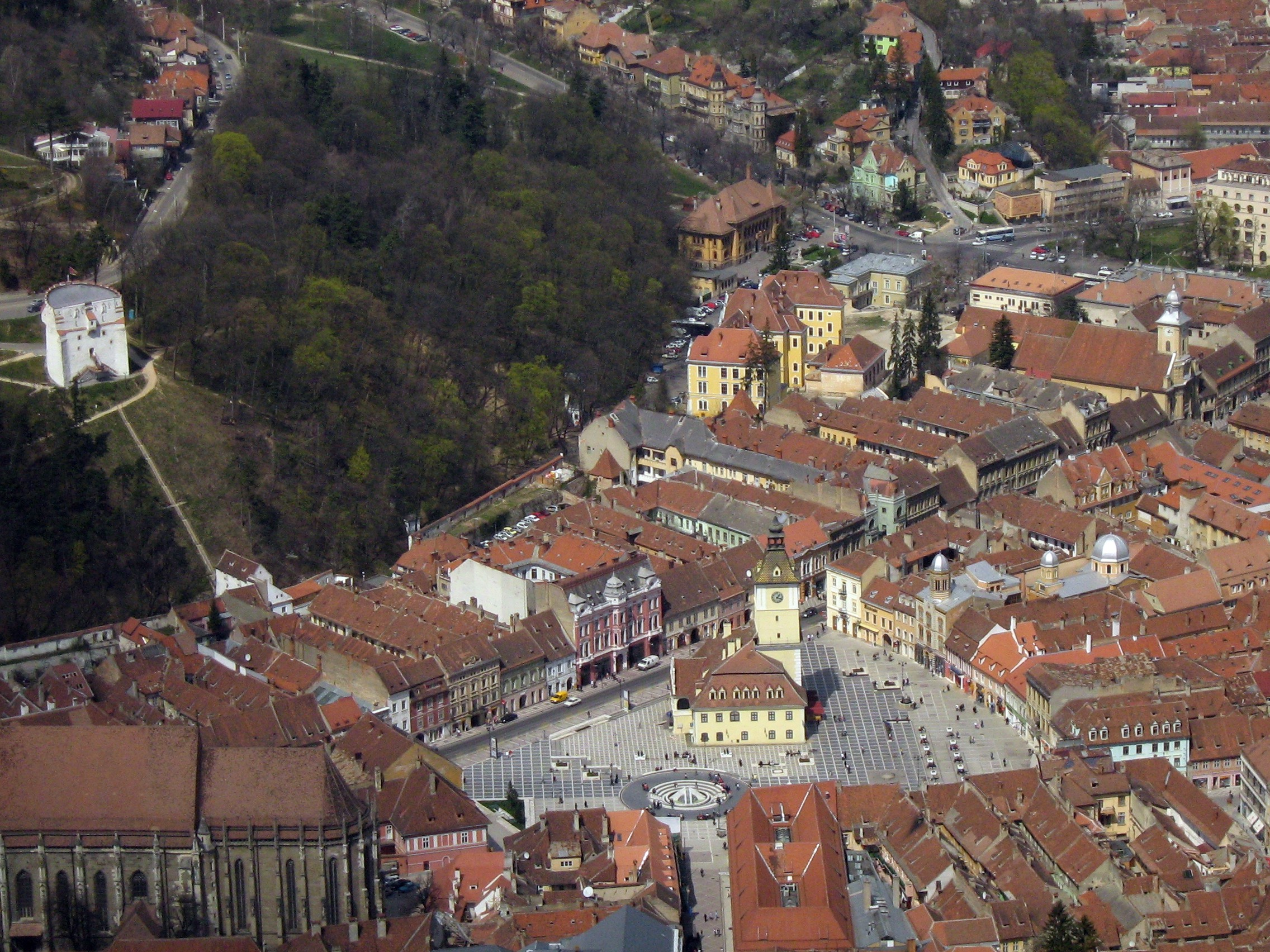
Braşovul, văzut de pe Tâmpa
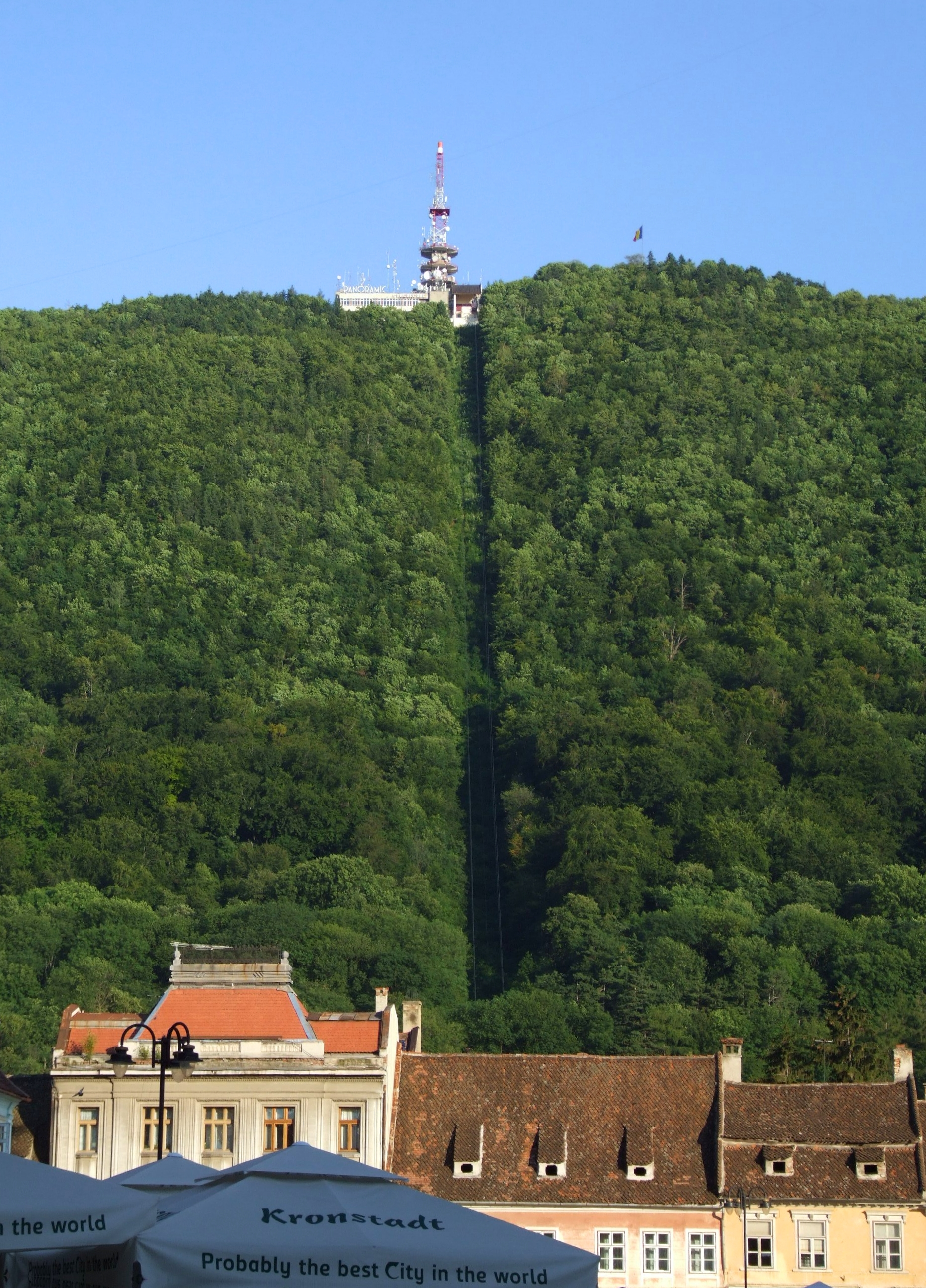
Telecabina către Tâmpa
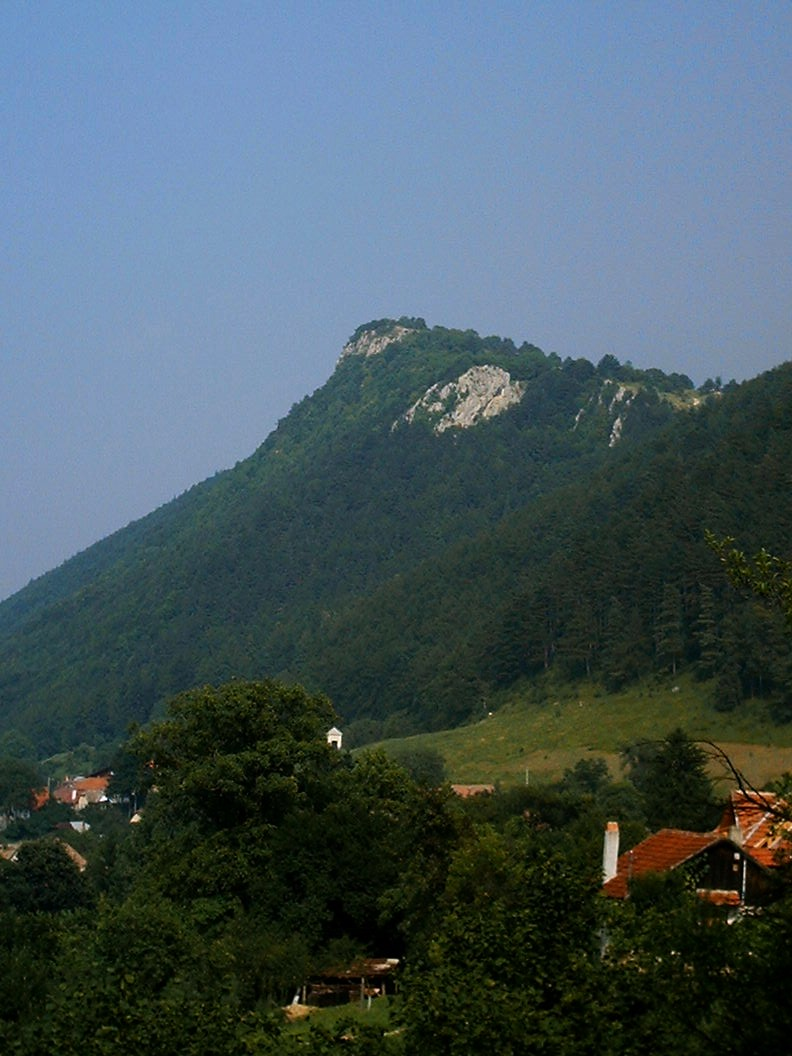
Vârful Tâmpa Mare şi Vârful Tâmpa Mică, ambele stânci abrupte cu prăpăstii imense sub ele
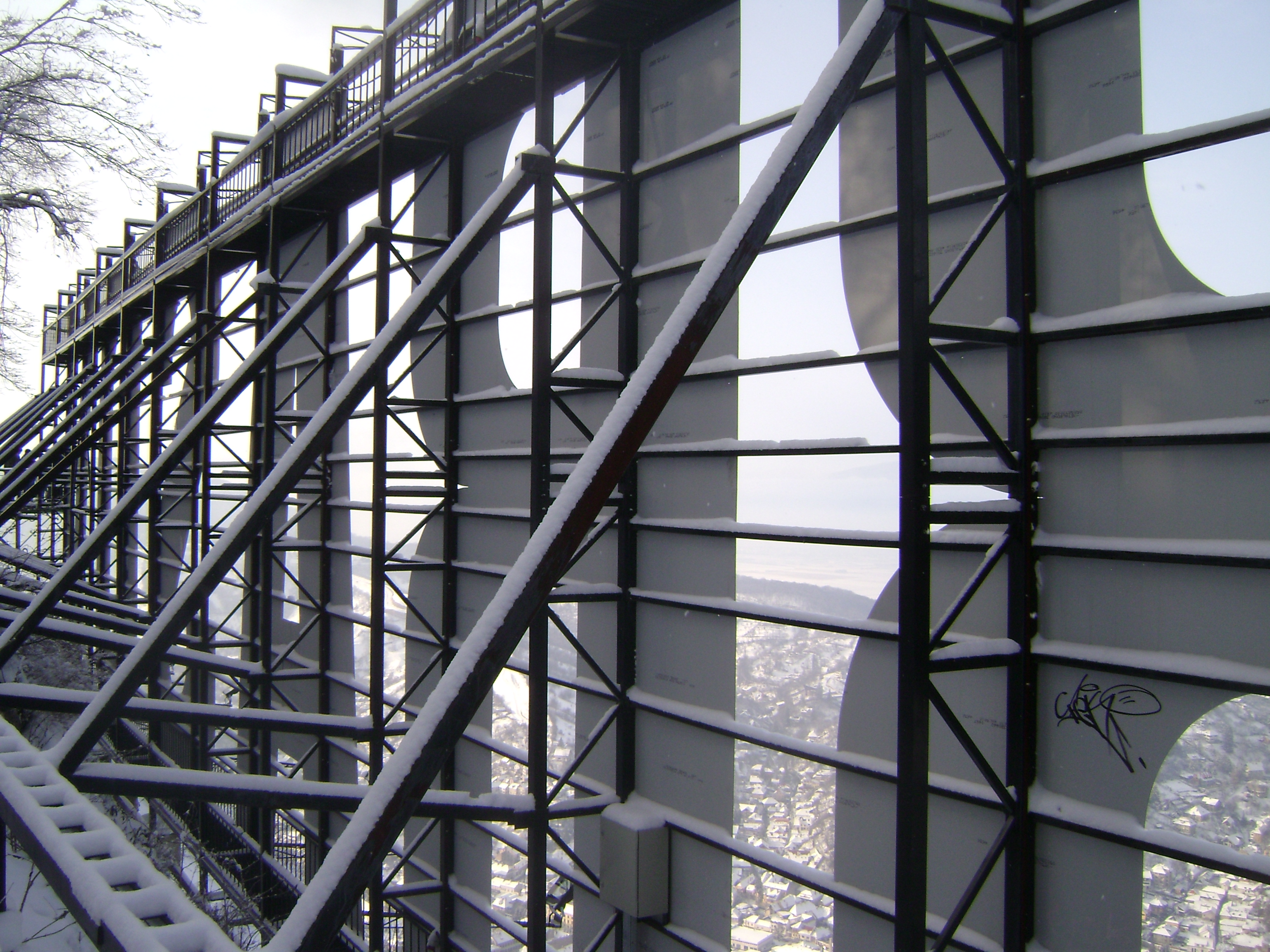
Tâmpa
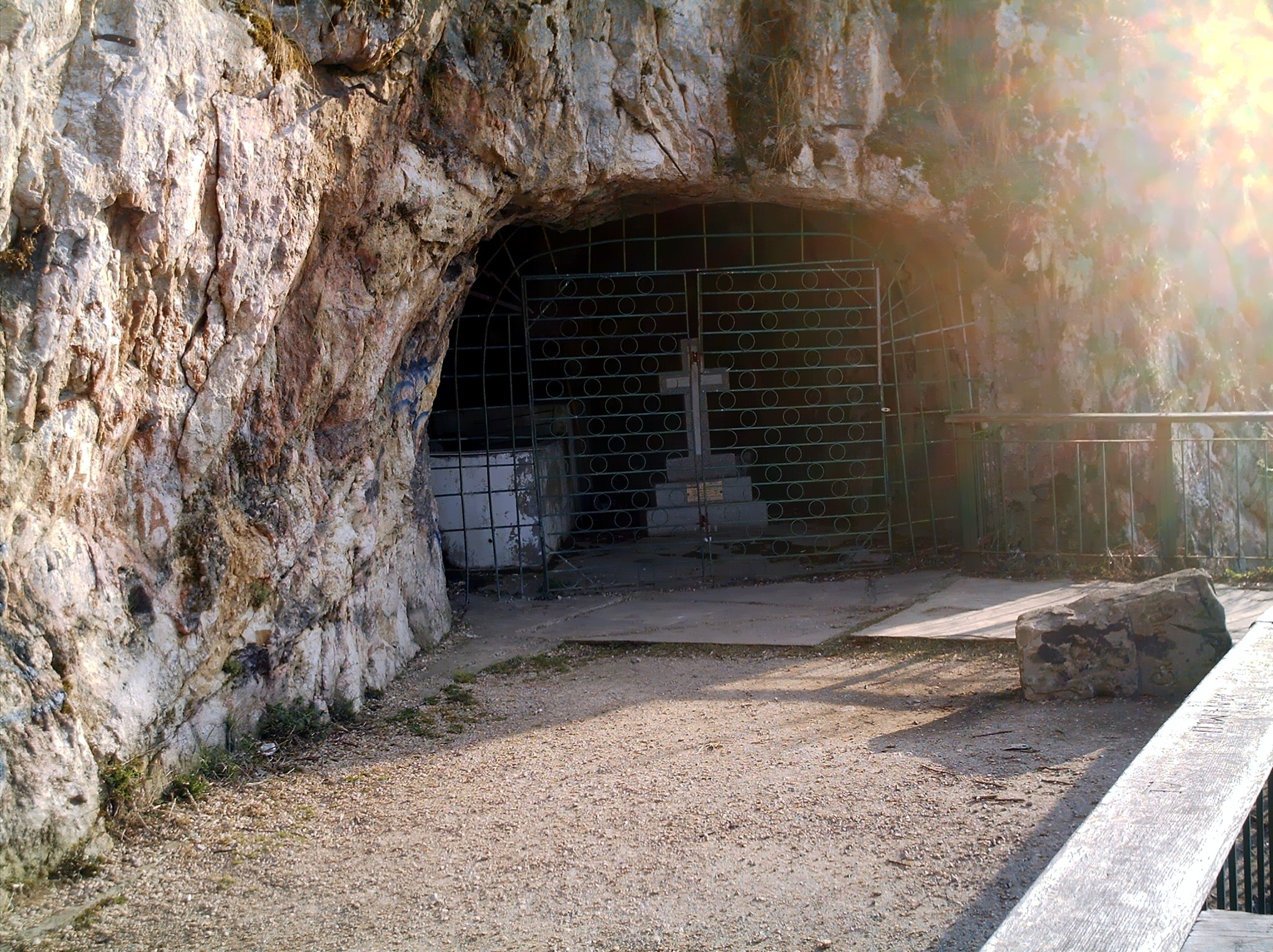
Peştera Bethlen - Tâmpa
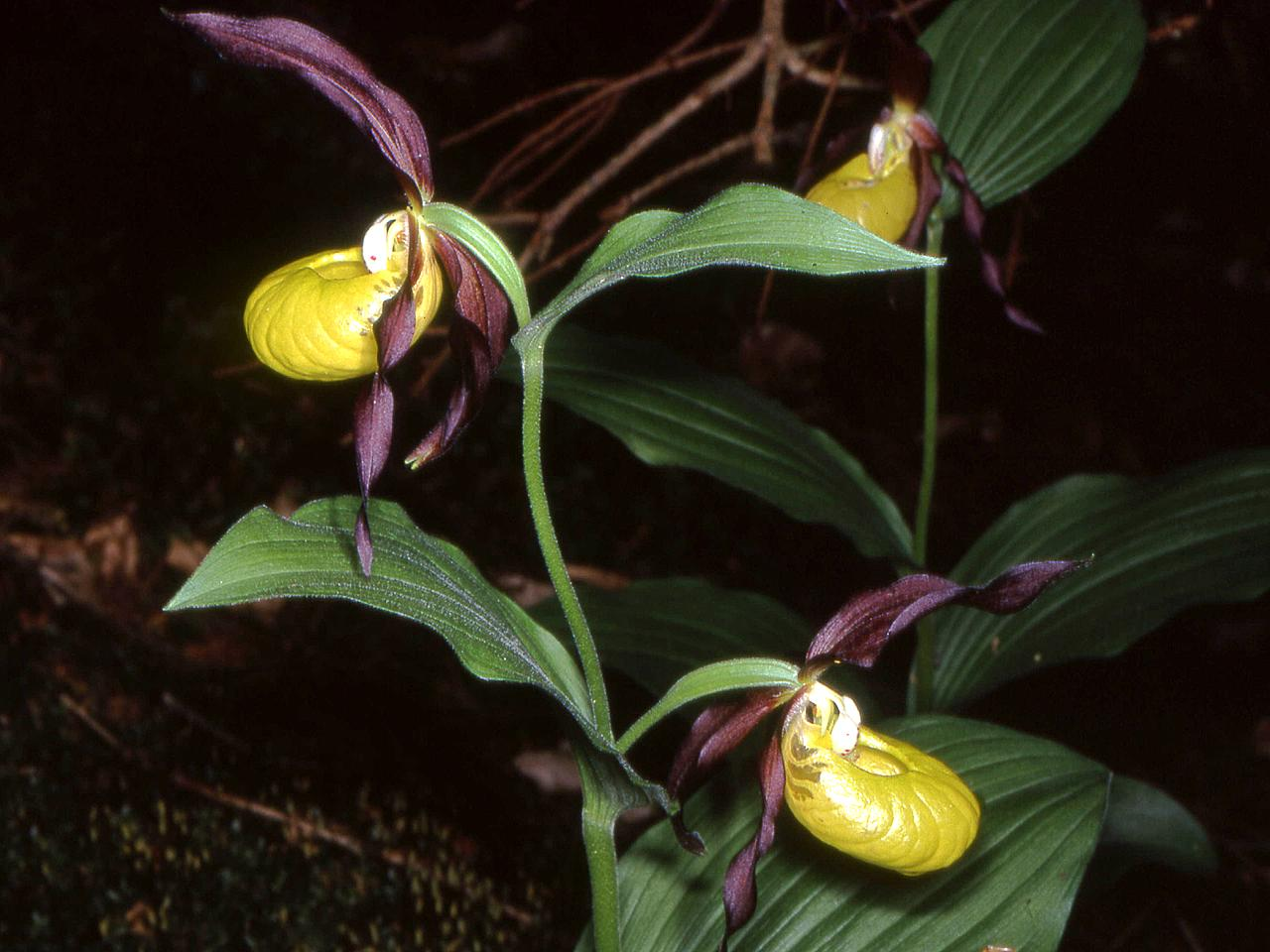
Papucul doamnei
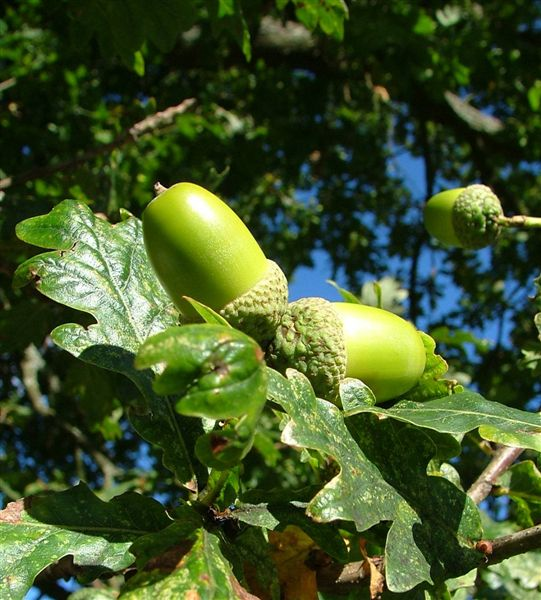
Ghinda stejarului
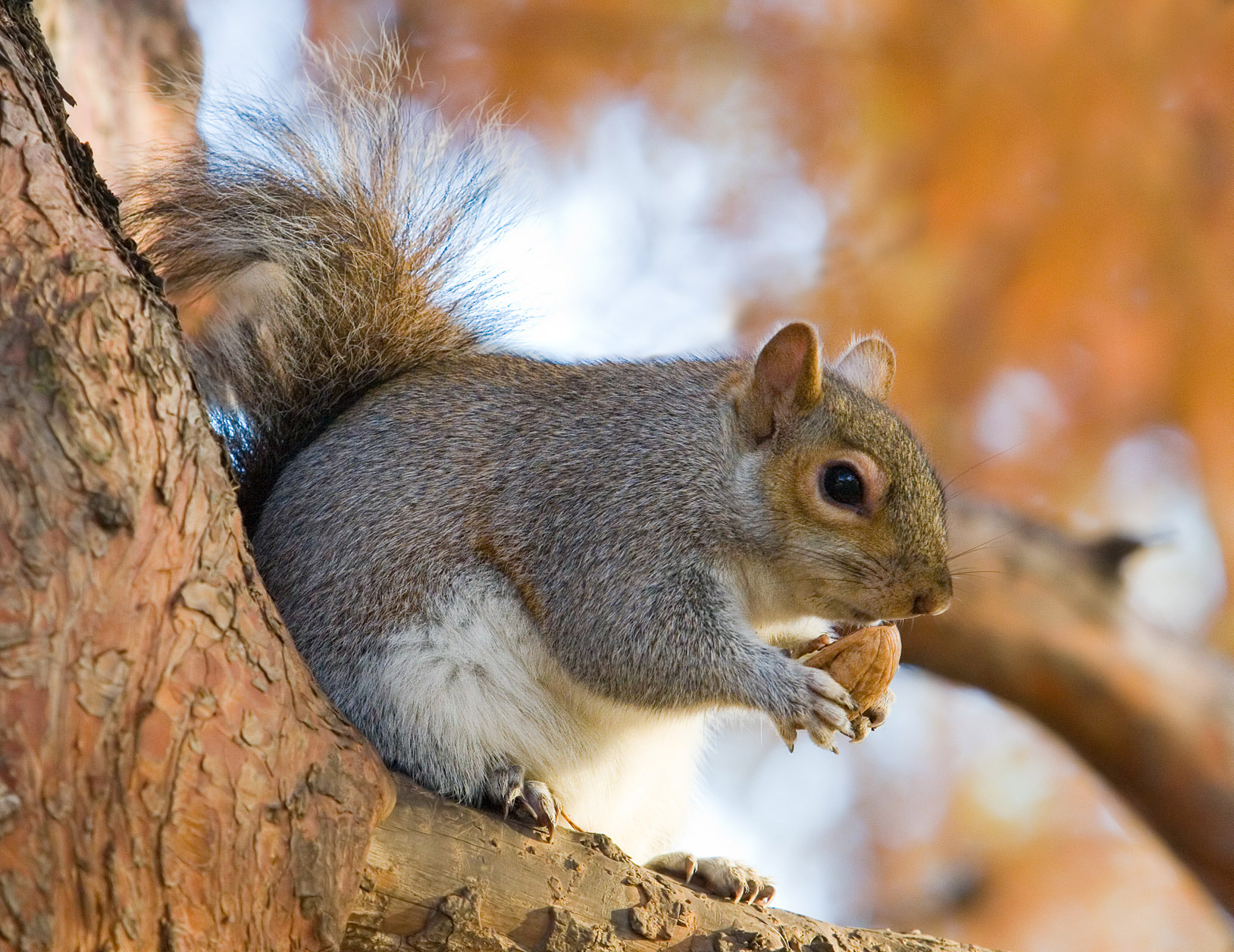
Veveriţa
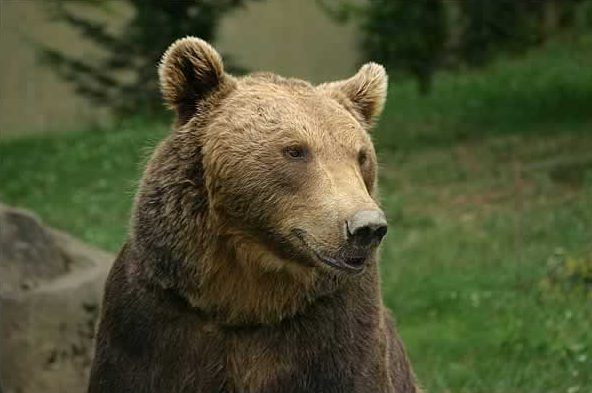
Ursul brun
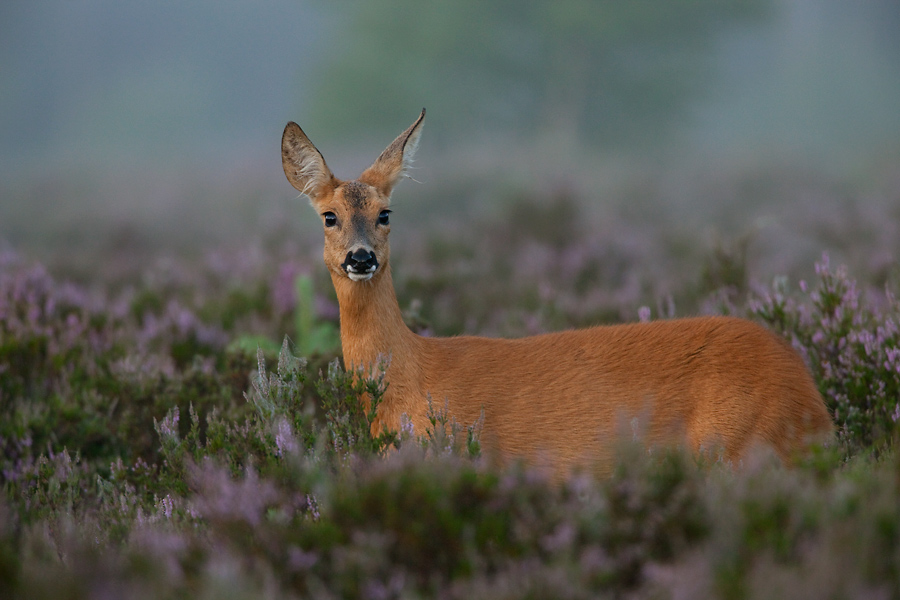
Căprioara
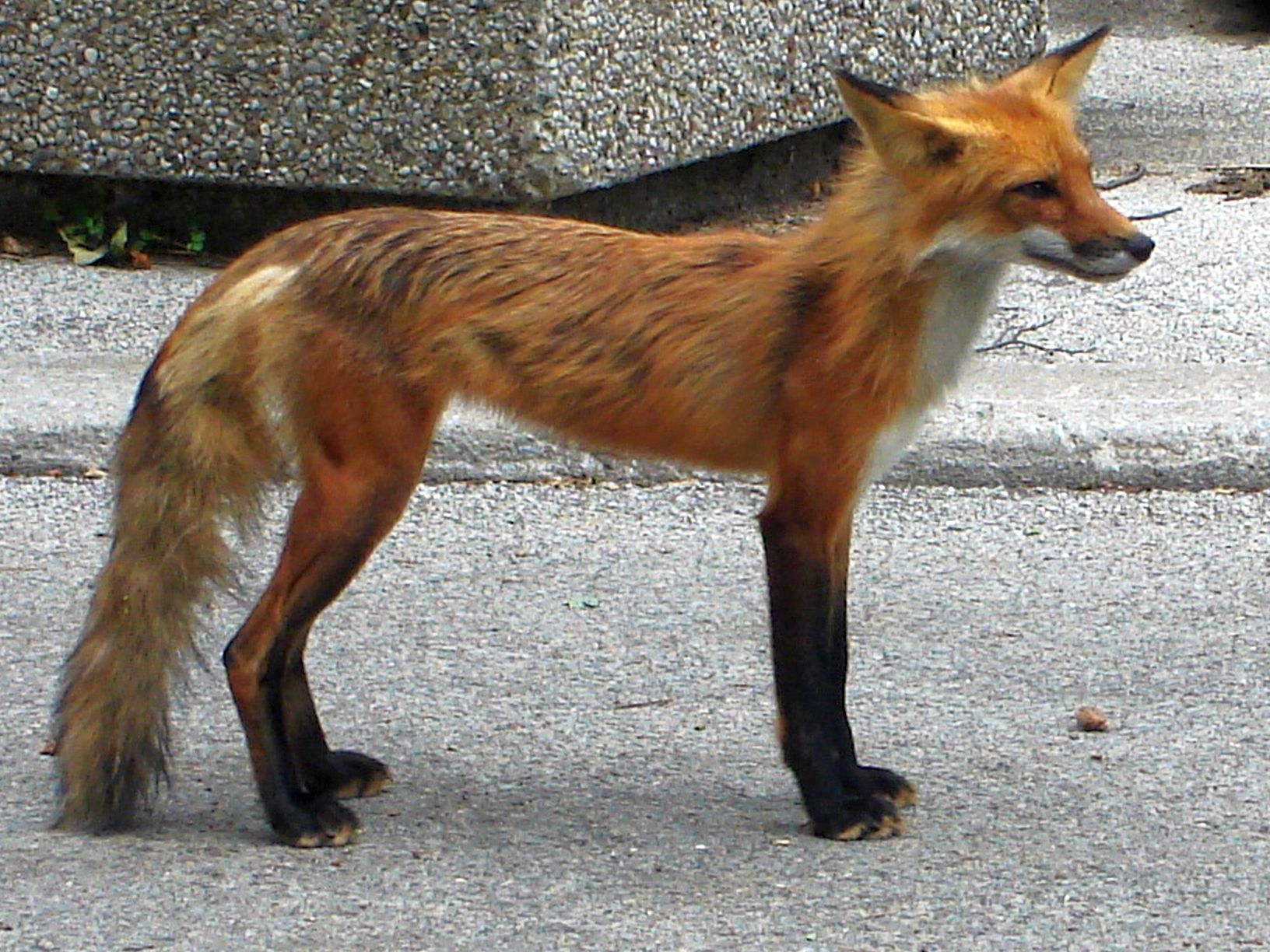
Vulpea